# トレヴィーコ
トレヴィーコ（イタリア語: Trevico）は、イタリア共和国カンパニア州アヴェッリーノ県にある、人口約900人の基礎自治体（コムーネ）。

## 地理

### 位置・広がり

#### 隣接コムーネ
隣接するコムーネは以下の通り。
- カリーフェ
- カステル・バロニーア
- サン・ニコーラ・バロニーア
- サン・ソッシオ・バロニーア
- スカンピテッラ
- ヴァッラータ
- ヴァッレザッカルダ

## 行政

### 分離集落
トレヴィーコには、以下の分離集落（フラツィオーネ）がある。
- Caprareccia, Farullo, Molini, Santa Lucia, Santa Marena, San Vito, Vecito

## 人物

### 著名な出身者
- エットーレ・スコラ - 脚本家・映画監督。